# Xanthoparmelia glomerulata
Xanthoparmelia glomerulata är en lavart som beskrevs av Krog & Swinscow. Xanthoparmelia glomerulata ingår i släktet Xanthoparmelia och familjen Parmeliaceae.   Inga underarter finns listade i Catalogue of Life.